# Danny McBride
Daniel Richard "Danny" McBride (Statesboro, Geòrgia, 29 de desembre de 1976) és un actor i comediant stand-up estatunidenc.
Va nàixer a Statesboro, Geòrgia, al costat de sa mare i el seu padrastre. El seu padrastre treballava en la Base del Cos de Marines de Quantico, com a suport civil. Sa mare donava sermons en l'església utilitzant titelles; McBride es va criar en Spotsylvania, Virgínia, on es va graduar de la Courtland High School i va assistir a l'escola de Carolina del Nord de les Arts a Winston-Salem, Carolina del Nord.
McBride es va casar amb Gia Ruiz l'octubre de 2010 i va tenir un fill anomenat Declan, nascut l'any 2011.